# Fontaine de chaîne

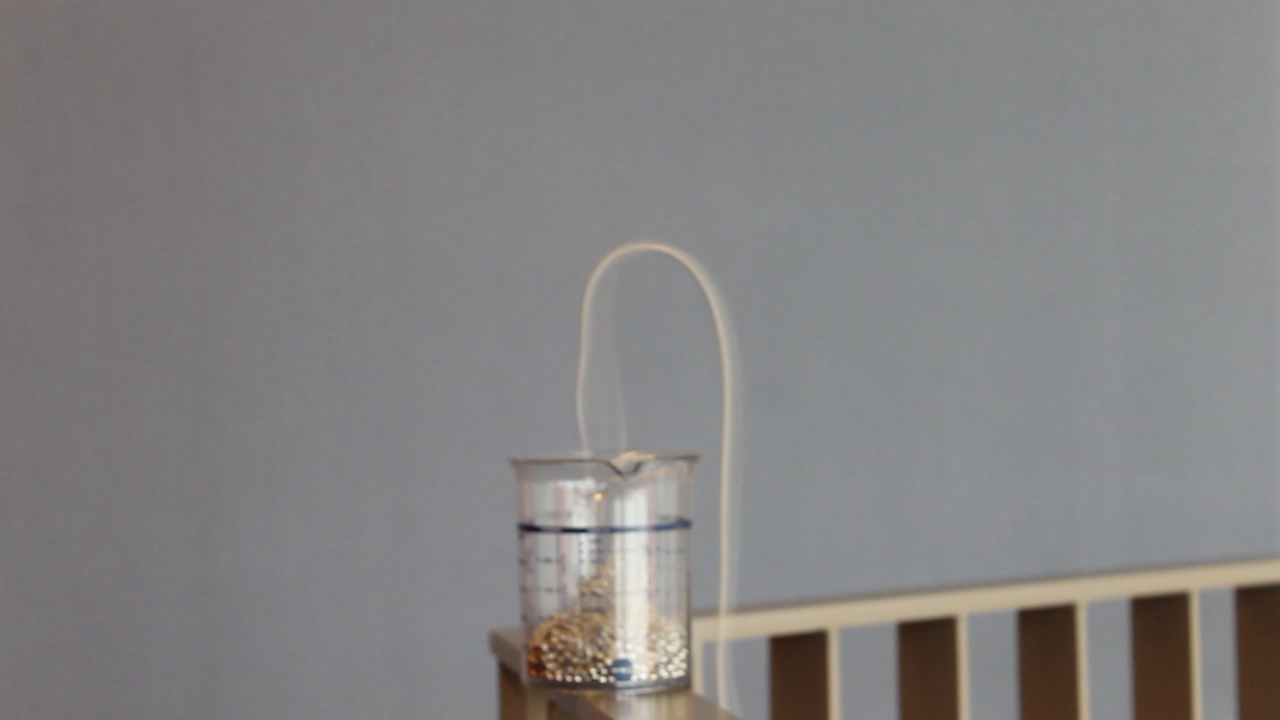
Photo du phénomène

Le phénomène appelé « fontaine de chaîne » dénommé en anglais « self-siphoning beads » est une manifestation physique contre-intuitive observée lorsque l'extrémité d’une chaîne de billes, contenue dans un bocal, est jetée hors de celui-ci, et est ensuite suivi d’un jet autonome des billes, prenant naissance de la chaîne dans le bocal, vers le haut selon une arche ascendante à partir du bocal, puis vers le bas, comme aspiré hors du bocal par un siphon invisible. Le phénomène a été porté à l'attention du public dans une vidéo faite par le présentateur de télévision et blogueur scientifique Steve Mould (en).
Diverses explications ont été avancées quant à la façon dont le phénomène peut être le mieux expliqué en termes de concepts de physique de base tels que l'énergie et la quantité de mouvement,,.